# 663468 Liaochichun
663468 Liaochichun este o planetă minoră (asteroid) din centura de asteroizi. A fost descoperită pe 21 iulie 2007 la Lulin Observatory⁠(d) de . 
Obiectul prezintă o orbită caracterizată de o semiaxă mare de 2,3596108194948 UAi, o excentricitate de 0,26598215726633, o înclinație de 7,620287519736 ° în raport cu ecliptica.